# Delta del río Santiago
El territorio que comprenden el río Santiago y su delta homónimo conforma un humedal natural situado en la franja litoral inundable que bordea la ribera derecha del Río de la Plata en las afueras del Gran La Plata, en el nordeste de la provincia de Buenos Aires, centro-este de la Argentina. El área se ha conservado en parte agreste, siendo un destino para el miniturismo, especialmente el local. También cuenta con varios puertos de ultramar, los que poseen una intensa actividad comercial. Sobre el río Santiago se encuentra la Escuela Naval de la Armada Argentina, donde se forman los futuros oficiales navales.

## Características geográficas generales
El eje integrador lo compone un curso fluvial de conformación atípica, constituido por un canal natural paralelo al Río de la Plata similar a una ría de agua dulce, el llamado río Santiago. Lo complementa un delta que se abre en abanico hacia las aguas abiertas del Plata, el cual está formado por dos islas mayores: la isla Paulino, que pertenece al partido de Berisso, y la isla Santiago, dentro de la jurisdicción del partido de Ensenada. Originalmente ambas constituían un único territorio insular (la isla Santiago primitiva) pero la construcción del canal de acceso al Puerto de La Plata —a fines del siglo XIX— partió a la isla en dos, la isla occidental pasó a denominarse isla Santiago Oeste, y la oriental isla Santiago Este, si bien el nombre de esta última fue cambiando por el de isla Paulino. Ambas están separadas por el canal citado, el cual posee una anchura de 200 metros.
La naturaleza (mediante deposiciones aluvionales) y la acción humana han cambiado la geografía de la zona. Hace cientos de años las islas eran una península inclinada y paralela al Plata (conocida como monte Santiago, y su extremo como punta Santiago), y el río Santiago era una alargada y protegida caleta, rada o golfo, cuyo fondo de saco estaba sembrado de islotes y era denominado riachuelo de Santiago.
Gracias a situarse próxima a grandes ciudades y a que ha mantenido buena parte de su superficie en condiciones agrestes, esta área resulta atractiva como destino miniturístico para kayakistas, ecoturistas, excursionistas, pescadores deportivos, acampantes y bañistas.

### Clima
En la clasificación de Papadakis, a la franja ribereña en donde se sitúa este delta se la incluye en el área de clima subtropical marítimo, gracias a la acción morigeradora del Plata, con aguas provenientes de latitudes intertropicales. Las precipitaciones anuales totalizan alrededor de 1040 mm, estando repartidas especialmente entre los meses cálidos. En invierno suelen presentarse suaves heladas.
El promedio térmico desde el año 1909 hasta el 2005 fue de 16,2 °C, siendo el mes más cálido enero con medias de 22,8 °C y el más frío julio con 9,9 °C de media.
| Parámetros climáticos promedio de La Plata | Parámetros climáticos promedio de La Plata | Parámetros climáticos promedio de La Plata | Parámetros climáticos promedio de La Plata | Parámetros climáticos promedio de La Plata | Parámetros climáticos promedio de La Plata | Parámetros climáticos promedio de La Plata | Parámetros climáticos promedio de La Plata | Parámetros climáticos promedio de La Plata | Parámetros climáticos promedio de La Plata | Parámetros climáticos promedio de La Plata | Parámetros climáticos promedio de La Plata | Parámetros climáticos promedio de La Plata | Parámetros climáticos promedio de La Plata |
| Mes                                        | Ene.                                       | Feb.                                       | Mar.                                       | Abr.                                       | May.                                       | Jun.                                       | Jul.                                       | Ago.                                       | Sep.                                       | Oct.                                       | Nov.                                       | Dic.                                       | Anual                                      |
| ------------------------------------------ | ------------------------------------------ | ------------------------------------------ | ------------------------------------------ | ------------------------------------------ | ------------------------------------------ | ------------------------------------------ | ------------------------------------------ | ------------------------------------------ | ------------------------------------------ | ------------------------------------------ | ------------------------------------------ | ------------------------------------------ | ------------------------------------------ |
| Temp. máx. media (°C)                      | 30                                         | 28                                         | 25.5                                       | 22                                         | 18                                         | 14.5                                       | 13.5                                       | 16                                         | 17.5                                       | 20                                         | 24                                         | 27                                         | 20                                         |
| Temp. mín. media (°C)                      | 17                                         | 16.5                                       | 15                                         | 11                                         | 8                                          | 5.5                                        | 5                                          | 6                                          | 8                                          | 10                                         | 13                                         | 15                                         | 11                                         |
| Precipitación total (mm)                   | 98.7                                       | 100.2                                      | 123.4                                      | 67.1                                       | 67.3                                       | 54.1                                       | 57.8                                       | 60.0                                       | 63.9                                       | 122.0                                      | 91.8                                       | 87.6                                       | 993.9                                      |
| Fuente: 5 de agosto de 2014                |                                            |                                            |                                            |                                            |                                            |                                            |                                            |                                            |                                            |                                            |                                            |                                            |                                            |

## Río Santiago
Zona Berisso

El río Santiago y su delta, representados en el escudo de La Plata del año 1891, antes de la autonomía de Berisso y Ensenada.

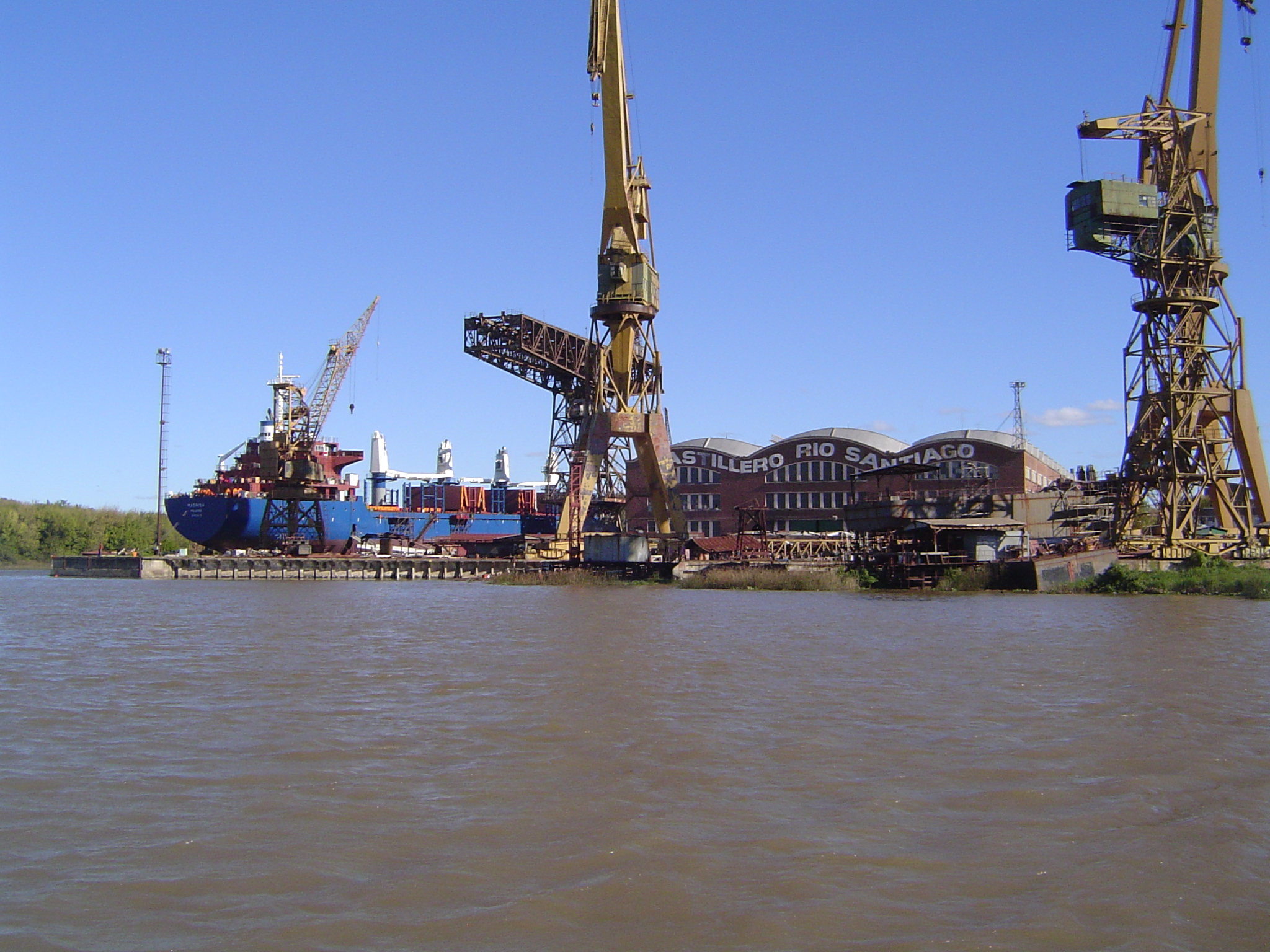
El río Santiago frente al astillero homónimo.

El río Santiago por el este nace —o desemboca— en la ribera del Río de la Plata, inmediatamente al norte de la playa de Los Talas y a 1500 m al sudeste de la Playa Palo Blanco. Contornea por el norte (margen derecha) a la isla Paulino. Su primer tramo es un zigzagueante canal de entre 8 y 15 metros de ancho, el cual recorre 2500 metros —en parte marginado por un camino de tierra— entre zonas de profusa vegetación, hasta ser superado por el puente del camino a Palo Blanco, el cual se prolonga hacia los suburbios desde la calle homónima de la ciudad de Berisso. Continúa el río luego con rumbo oeste, recibiendo numerosos canales de marea y arroyos (como el Zunda, el del Saladero y el Filgueira), siempre rodeado de abundante vegetación y aumentando constante su anchura (la que llega a los 150 m a la altura del paraje Tres Bocas). Por su derecha algunos canales recortan dos islas, la mayor de ellas es la isla Borsani, luego de la misma el río vuelve a limitar con la isla Paulino. 
En el kilómetro 7 se transpone la “zona de maniobras Cuatro Bocas” al abrirse por su margen derecha el ancho canal de acceso al Puerto de La Plata. Dicha zona posee un diámetro operativo de giro de 250 metros y una profundidad de 28 pies. Allí termina el contacto del río con la isla Paulino.  A la izquierda se abre el canal de entrada del Puerto de La Plata (o canal Entre Islas, y originalmente: canal Santiago), custodiado en su arranque, en sus orientaciones respectivas, por las terminales portuarias: Cabecera Río Santiago Este y Oeste, esta última emplazada sobre el extremo del Dock Central.
Zona Ensenada
Luego del citado canal de acceso el río deja la jurisdicción de Berisso y entra en el partido de Ensenada. Ahora la que ocupará la margen derecha será la isla Santiago, también llamada isla Monte Santiago Oeste. Continuando el recorrido hacia el oeste, al seguir otros 1000 metros (en el kilómetro 8 desde el comienzo) se encuentra del lado isleño las instalaciones de la Escuela Naval Militar, la que tiene su sede allí desde el año 1943, junto con el Liceo Naval Almirante Brown. Ambas instituciones están separadas geográficamente por el canal de Reparaciones.
En la margen opuesta (la izquierda) se presenta un gran Dique Seco y las instalaciones de uno de los astilleros navales más importantes de Latinoamérica, el Astillero Río Santiago, fundado en el año 1953. Detrás del mismo se encuentra la Zona Franca La Plata.
En el siguiente tramo recibirá por la derecha los arroyos Largo, del Chileno y La Canaleta, mientras que por la margen izquierda desembocan los arroyos: La Fama, Doña Flora y El Zanjón; antiguamente también los arroyos La Joaquina Grande y La Joaquina Chica, pero los mismos fueron anulados. Continuando 2000 metros hacia el oeste se sitúa por la costa izquierda el Club Regatas de La Plata. En sus proximidades —en la desembocadura del arroyo Doña Flora— se encontraba el Puerto de la Ensenada, donde concluía el ferrocarril Buenos Aires-Puerto de la Ensenada.
Seguidamente se presenta una amplia zona de maniobras navales al encontrarse por la izquierda —a la derecha de la boca del arroyo Zanjón— las instalaciones del Puerto Ingeniero M. Rocca (privado), el cual depende de SIDERAR, y que fuera inaugurado en el año 1969 para el establecimiento siderúrgico a ciclo integral ‘‘Propulsora Siderúrgica’’, del grupo Techint. Para conservar operativo a esta terminal portuaria el trayecto que lo une con la “zona de maniobras Cuatro Bocas” se mantiene con 28 pies de profundidad. Luego de otros 800 metros, la anchura se reduce de los 230 metros hasta los 20 a 30 m, al transitar mediante un angosto canal los últimos 500 m hasta desembocar finalmente el río Santiago en las aguas del Plata, luego de haber recorrido 11,3 km desde su comienzo.
Acceso
El río Santiago es accesible desde numerosos puntos, aunque los mismos mayoritariamente están restringidos al público en general. El sector berissense posee un acceso franco mediante el camino a Palo Blanco.

## Isla Paulino
La isla Paulino conforma el territorio insular oriental del delta del río Santiago. Está limitada hacia el sudeste y sur por el río Santiago y la isla Borsani, hacia el oeste por el canal de acceso al Puerto de La Plata, y hacia el norte y nordeste por las aguas del Río de la Plata. Posee una longitud máxima (oeste-este) de 4350 metros, y un ancho máximo (norte-sur) de 2950 m
Originalmente esta isla era la porción oriental de la isla Santiago, pero al construirse el canal de acceso al Puerto platense, se formó esta isla, la que pasó a llamarse isla Santiago Este, y posteriormente obtuvo su nombre actual en razón del nombre de pila de uno de sus primeros habitantes: el emprendedor turístico Paulino Pagani. La mitad occidental de la isla se encuentra bajo la órbita jurisdiccional portuaria del partido de Berisso.
Acceso
Se puede acceder al sector oriental de la isla Paulino desde la ciudad de Berisso mediante un camino de tierra, el llamado camino Palo Blanco,  que se une al continente por medio de un puente, y que se desprende del barrio Banco Provincia. Este camino termina luego de 2,5 kilómetros en el paraje Playa Palo Blanco, en la ribera del Río de la Plata.  
En el sector occidental se encuentran numerosos recreos de fin de semana. Ofrecen al visitante ciertos servicios e infraestructura, en razón de una reconocida tradición turística, única en este delta. Allí solo es posible llegar mediante embarcaciones de tipo colectivas, con salidas que parten del centro de la ciudad de Berisso, desde el embarcadero del puente 3 de Abril, sobre el canal Génova. También se puede llegar por medio de botes de particulares que realizan el corto cruce de 200 metros entre el muelle situado en la isla opuesta, junto a la seccional de Prefectura Naval Argentina al Monte Santiago.
Los escasos pobladores permanentes cultivan verduras, frutas, y flores (en especial hortensias), además de viñedos, produciendo el tradicional vino de la costa o patero, empleando los frutos de la uva chinche o americana (Vitis labrusca). En su lado norte presenta un espigón o escollera que penetra 1000 metros en las aguas del Plata, el cual acompaña y protege la entrada de las embarcaciones que desde el canal exterior buscan penetrar en el canal de acceso al Puerto de La Plata.

## Isla Santiago
La isla Santiago, también llamada isla Santiago Oeste o isla Monte Santiago Oeste, conforma el territorio insular occidental del delta del río Santiago.
Está limitada hacia el sudoeste por el río Santiago, hacia el sudeste por el canal de acceso al Puerto de La Plata, y hacia el norte por las aguas del Río de la Plata.
Posee una longitud máxima (oeste-este) de 4350 metros, y un ancho máximo (norte-sur) de 2000 m.
Acceso y población
La isla Santiago se puede recorrer mediante un camino asfaltado que se une al continente por medio de un puente levadizo, en el llamado camino a la isla Santiago, recorrido también por la línea de colectivos 275. Este camino termina luego de 7 kilómetros en un puerto y en la localidad de Isla Santiago Oeste, la que se localiza en la base de una península rectangular la cual se forma con el canal de acceso al Puerto de La Plata y el canal Intermedio, ambos abiertos por el sur hacia el río Santiago. Dos km antes se deja hacia la derecha las instalaciones de la Escuela Naval Militar. La isla está poblada por más de 200 personas, las que se dedican al servicio portuario, turístico, o a la frutihorticultura, especialmente en la producción de ciruelas de las variedades remolacha y cristal. 
En su lado norte presenta un muelle que penetra 1140 metros en las aguas del Plata, el cual acompaña a la toma de agua de la ciudad de La Plata que se ubica en su extremo. El acceso a dicho muelle se realiza por un sendero peatonal que discurre entre la vegetación silvestre.
Antiguamente el río Santiago desembocaba de manera amplia en la caleta de la bahía denominada ensenada de Barragán, pero por depositación de los sedimentos del Plata, más la consolidación de los mismos por la vegetación higrófila, hoy el río desemboca por un angosto trecho de unos 500 metros de largo y solo 30 m de ancho, el cual es atravesado por un puente del camino que comunica con la isla Santiago.

## Características biológicas
El área del delta del río Santiago posee una notable biodiversidad, al conjugar numerosos ambientes característicos de la ribera del Plata, algunos de neta influencia subtropical, la que arribó a estas latitudes templadas transportada por los ríos Paraná y Uruguay y por el corredor biológico que esos cursos representan. Posee dos microambientes principales: los albardones y los pajonales. Los primeros bordean a los ríos y arroyos, presentando una mayor altura, por lo que permiten en crecimiento de especies con raíces que no soportan el permanente encharcamiento.  En este bioto se desarrollan saucedales, chilcales, cañaverales, y selvas marginales o monte blanco.
El pajonal, en cambio, ocupa las cubetas interiores, que son áreas deprimidas, con altura del suelo similar o inferior al nivel medio del río, por lo que durante todo el año el medio se mantiene con abundante agua o humedad. En este biotopo crecen comunidades vegetales higrófilas, características de humedales: juncales, espadañales, totorales, camalotales, pajonales, etc. 
En exposiciones intermedias se encuentran  praderas de césped ribereño, matorrales hidrófilos, ceibales, playas arenosas del Plata, canales y arroyos, pequeñas lagunas y esteros, etc.
Este espacio natural depende funcionalmente del pulso de las inundaciones y mareas del Río de la Plata, las que penetran primero por los arroyos y canales naturales y artificiales, y en caso de crecidas por sudestadas, inundan no solo todas las áreas bajas sino también los albardones naturales. El agua permanece sobre los albardones sólo algunas horas, actuando como aportes extras a la precipitación y manteniendo el subsuelo con agua dulce siempre disponible para las raíces de las leñosas.
Ya se han registrado, más de 300 especies de aves, 42 especies de mamíferos, 28 especies de reptiles, 23 especies de anfibios, y 770 especies de plantas superiores.
Ecorregiones
Ecorregionalmente su superficie emergida pertenece a la ecorregión terrestre delta e islas del río Paraná; mientras que las aguas de los canales y arroyos se insertan en la ecorregión de agua dulce Paraná inferior.

### Conservación
Las características de este delta lo hacen poseer una importante riqueza en biodiversidad, formando un eslabón más del rosario de reservas y paisajes protegidos de la ribera derecha del Río de la Plata superior, las que conforman un corredor de biodiversidad que une el delta del Paraná y se continúa por las reservas de parque natural Municipal Ribera Norte en San Isidro, la de Vicente López en el partido homónimo, ya en la ciudad de Buenos Aires Ciudad Universitaria y Costanera Sur, y Punta Lara, en Berazategui y Ensenada.
A pesar de la intervención humana, el delta del río Santiago posee ecosistemas todavía funcionales desde el punto de vista ecológico. Convención de Ramsar Está categorizado como Paisaje Protegido provincial’, como resultado de la Ley 12756 aprobada en el año 2001 por la legislatura de Buenos Aires, con el objetivo, según el texto de la propia ley, de “preservar la integridad de su paisaje natural, geomorfológico, histórico y urbanístico”, señalando que “los municipios de Berisso y Ensenada -que comparten jurisdiccionalmente el ambiente- deberán celebrar acuerdos para establecer formas coordinadas de gestión”.
Dicha ley contempla el desarrollo de actividades ecoturísticas que contemplen la preservación de sus condiciones naturales.
Para algunas entidades ecologistas, este marco legal no impide que el paisaje original se transforme como resultado de megaobras, por lo que promueven una recategorización de parte del área hacia la figura de reserva natural, señalando que podrían perfectamente coexistir el desarrollo del puerto, y la propia operatoria portuaria, junto a reservas naturales.  
Además de promover en ella la conservación de los recursos biológicos, la investigación científica y el ecoturismo, al estar muy próxima a 3 grandes ciudades del Gran La Plata: Berisso, Ensenada y La Plata (en las que habitan 787 294 personas), podría funcionar como una reserva natural urbana, obteniendo otros roles y funciones: la educación e interpretación ambiental, la participación de la ciudadanía y el esparcimiento de la población.